# Steek (trap)

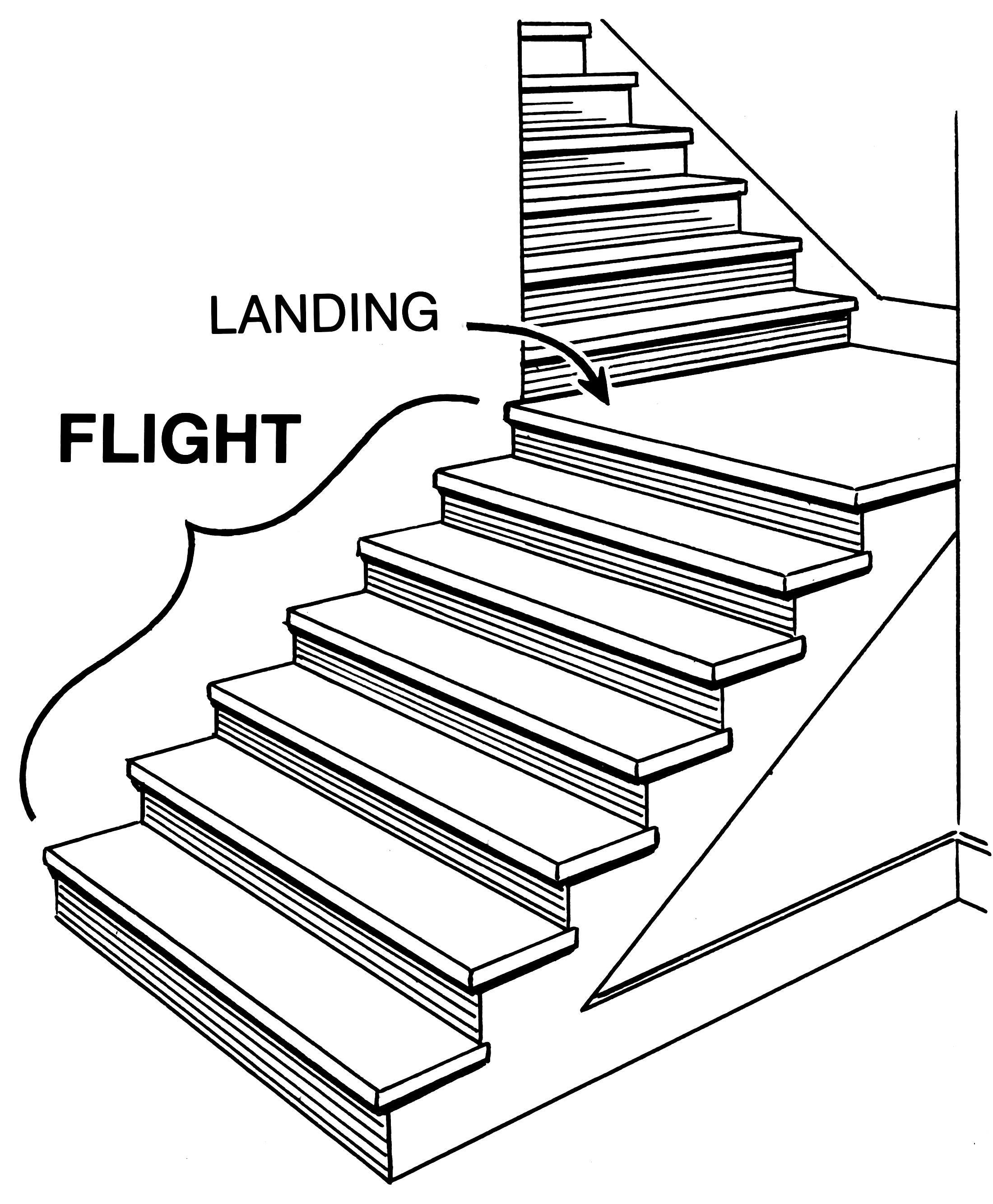
Een steek (eng: flight) en bordes (eng: landing) in een tekening van een bordestrap met een hoekbordes

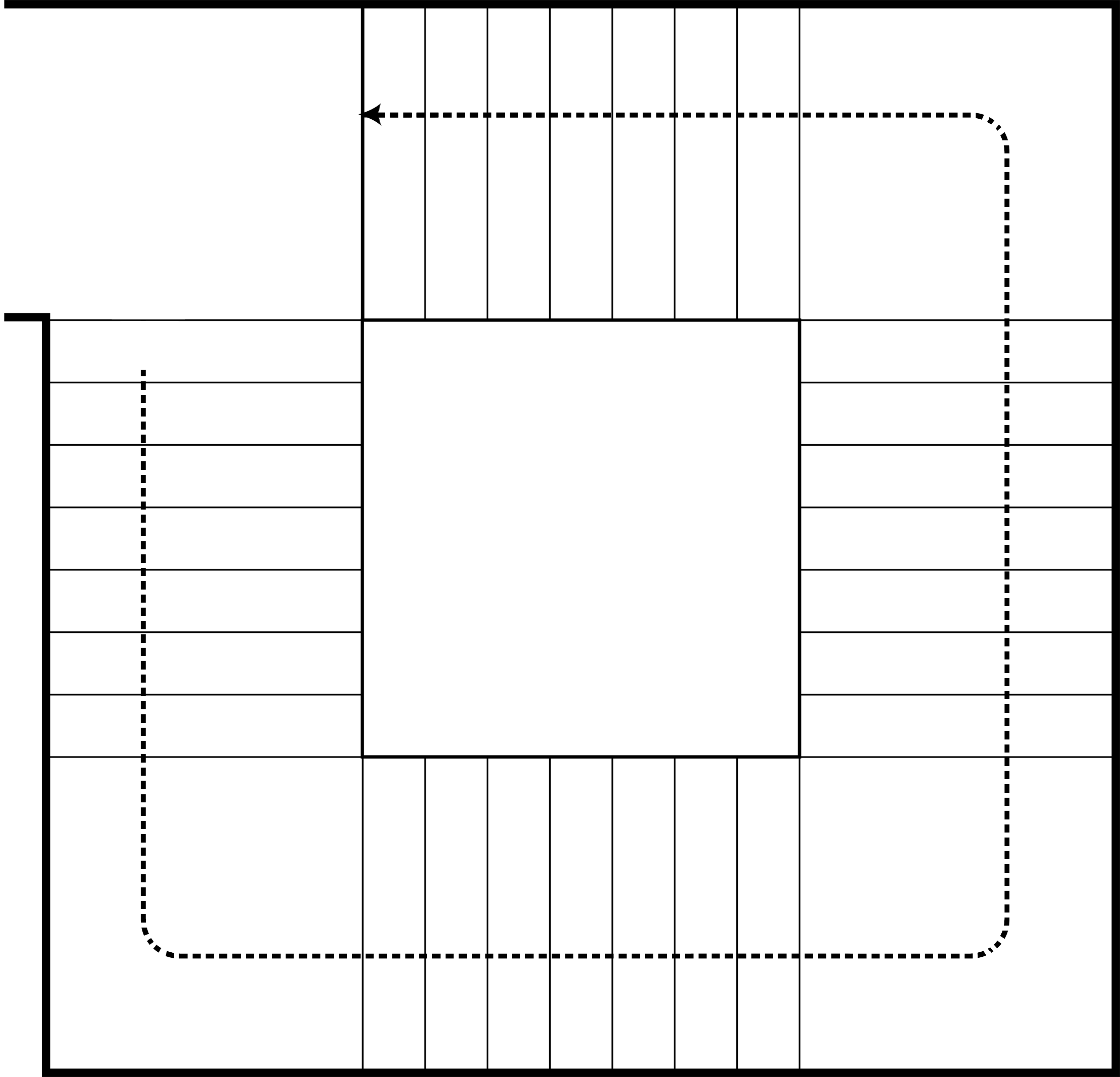
Bovenaanzicht van een trap met vier steken en drie hoekbordessen en in het midden het schalmgat

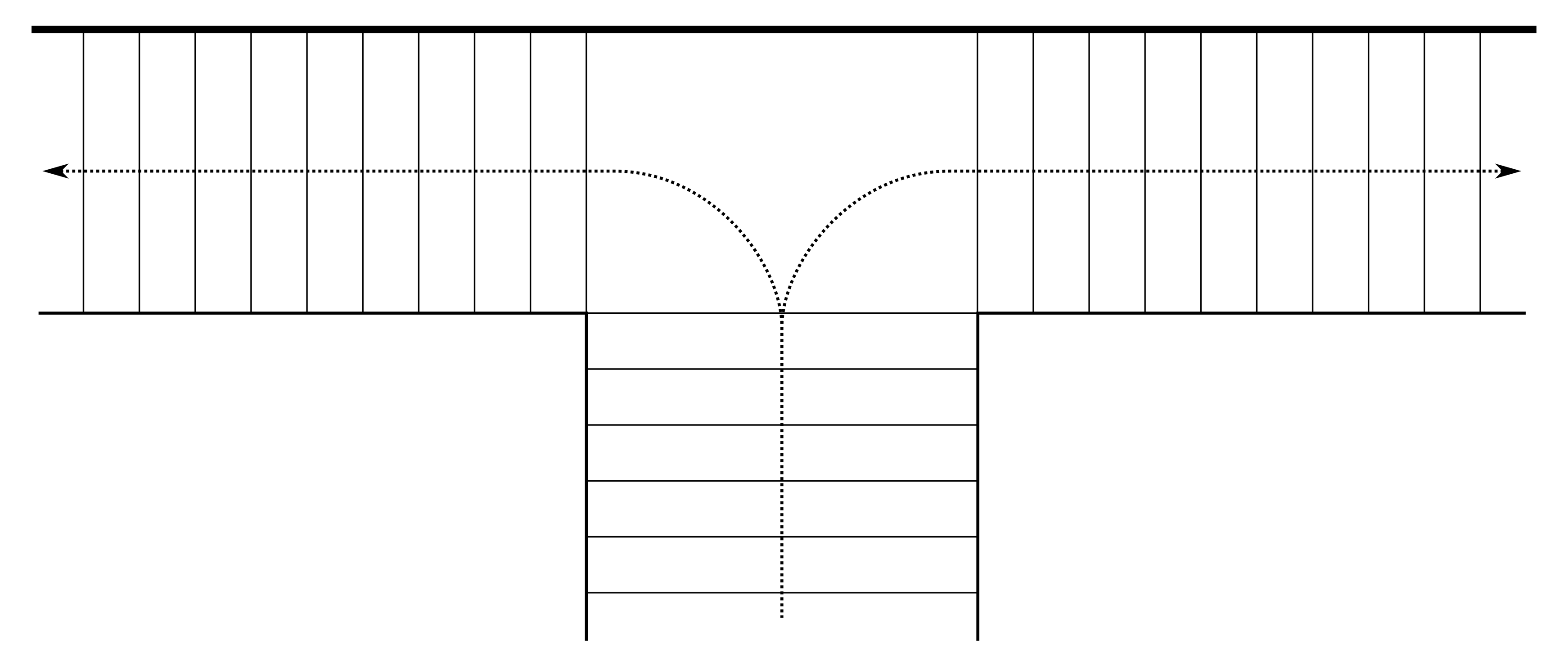
Bovenaanzicht van een trap met drie steken en een tussenbordes

Een steek is in de bouwkunde een deel van een trap. Een ononderbroken opeenvolging van ten minste drie treden wordt bij een rechte trap een steek genoemd. Een trap tussen twee verdiepingen kan bestaan uit een enkele steek, maar ook uit met meerdere steken, waartussen bordessen zijn. Bij een bordes verandert de trap soms van richting. Daar waar vertrekken uitkomen op een bordes spreekt men ook van overloop.
Een steek is tegenwoordig niet langer dan ongeveer 15 treden, bij langere trappen worden tussenbordessen aangebracht om de gebruiker te laten rusten en om te voorkomen dat iemand over de hele hoogte van de trap valt.
Indien de trap niet recht is maar scheluw of verdreven en de treden niet allemaal parallel lopen, spreekt men niet van een steek maar van een traparm. Omgekeerd kan een steek eventueel wel een traparm genoemd worden.
Een verwante term is vlucht. Hiermee wordt bij een trap die onderbroken wordt door bordessen het geheel tussen de twee niveaus genoemd. Één vlucht bestaat dus uit meerdere steken of traparmen.
In diagrammen zoals hieronder geeft de pijl de richting van stijgen aan.
|  | Traptypes met één steek a) steektrap b) steektrap met een bovenkwart c) steektrap met boven een verdiepingsbordes d) steektrap met een onderkwart e) steektrap met onder een verdiepingsbordes f) steektrap met zowel boven- als onderkwarten g) steektrap met twee verdiepingsbordessen h) trap met halve draai i) trap met kwart draai |
|  | Traptypes met twee steken en één vlucht j) steektrap met tussenbordes k) U-vormige bordestrap met scheluwe treden en een wigvormig tussenbordes l) U-vormige bordestrap met tussenbordes en twee steken m) bordestrap met hoekbordes en twee steken                                                                                      |

## Steek als maat
Deze term is blijkbaar ingeburgerd in het jargon van de bouwkunde. In andere toepassingen heeft de term steek als lengtemaat betrekking op een zich repeterende afstand tussen bijvoorbeeld constructie-elementen. Bij het bemeten van een soort trap welke een steek (i.e. steektrap) is, zoals hierboven beschreven, bemeet men ook de steek tussen de treden, dat is de afstand van tree tot tree.